# Alsóhuta
Alsóhuta (románul: Iegheriște) település Romániában, Szatmár megyében.

## Fekvése
Szatmár megyében, Szinérváraljától délre, Borválaszút és Szelestyehuta között fekvő település.

## Története
Az Árpád-kori település; Alsóhuta (Óhuta) nevét az oklevelek már 1272-ben említették Stylitebuk néven.
Alsóhuta vagy Stylitebuk a tatárjárás előtt a Dienesfiak birtoka volt.
1272 lörül V. István király adományozta Mikolának, Fylpy comes fiának. A település a 15. században a meggyesi utadalom birtokai közé tartozott.
A 16. században a Báthoriaké volt, a 17. században a Szatmári vár birtokának írták.
A 18. században a gróf Károlyi családé, a 19. század elején gróf Károlyi Alajos volt birtokosa.
A gróf Károlyiak a 18. század közepe körül a szomszédos Szelestyén építették fel az első üveghutát, mely egyben nagy mennyiségű hamuzsírt is termelt.
A 18. század végére azonban ott a tüzelőanyag elfogyott, ezért onnan a szomszédos Glód pusztára helyezték át, majd rövidesen tüzelőanyag hiány miatt került az üveghuta 1801-ben Óhutára, mai nevén Alsóhutára.
A gyár kevés megszakítással 1801-től a Rényi család-é volt.
1902-ben Rényi Árpád az óhutai üveghutát teljesen átalakította, modernizálta.
Alsóhuta a trianoni békeszerződés előtt Szatmár vármegye Szinérváraljai járásához tartozott.

## Nevezetességek
- Görögkatolikus temploma – 1898-ban épült.